# Emil Eichhorn (Schriftsteller)
Emil Eichhorn (* 26. Oktober 1889  in Niedercunnersdorf; † 9. Januar 1973 in Bautzen)  war ein deutscher Lehrer, Mundartdichter und -pfleger der Oberlausitzer Mundart.

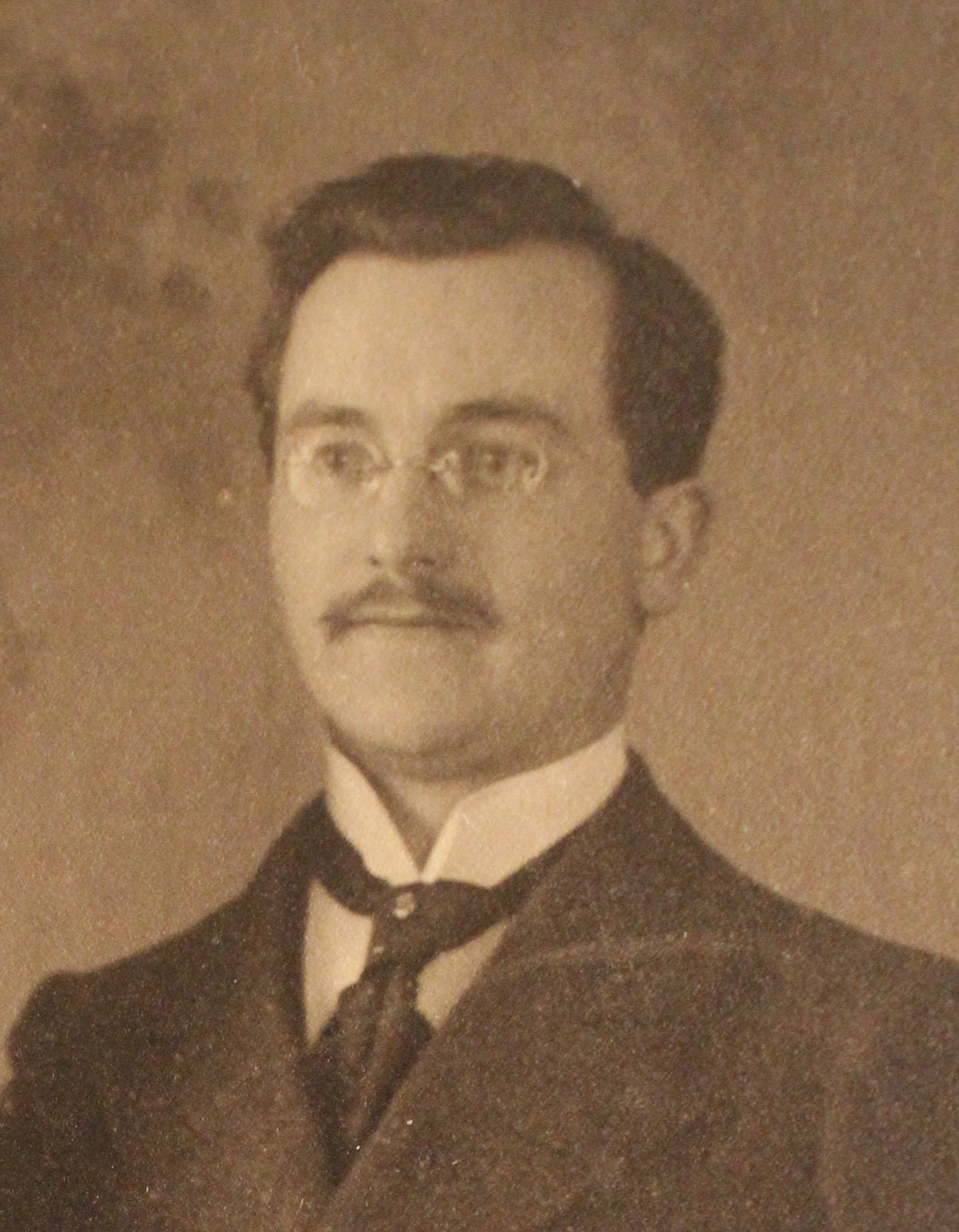
Emil Eichhorn (1889–1973)

## Leben
Emil Eichhorn wurde in Niedercunnersdorf als drittes von acht Geschwistern geboren. Seine Eltern betrieben Landwirtschaft und einen kleinen Kramladen. Nach seiner Schulzeit besuchte er das Landständische Lehrerseminar in Bautzen. Seine erste Anstellung als Lehrer hatte er für drei Jahre in Eibau, danach war er vorwiegend an der Lutherschule in Bautzen tätig.

## Wirken
Er veröffentlichte eine Vielzahl von Mundartgedichten und -geschichten. Sein bekanntestes Werk „Laderhosn und Pelzweste: Gereimtes und Ungereimtes in Oberlausitzer Mundart“ mit Zeichnungen von Rudolf Warnecke erschien 1938. 1963 stellte er ein dreiaktiges Volksstück „A Waberstreik“ fertig. Daneben legte er eine umfangreiche Sammlung Oberlausitzer Redensarten an.
Einige seiner Texte, sowohl in Mundart als auch in hochdeutscher Sprache, wurden vertont, unter anderem von dem sorbischen Komponisten Helmut Fritsche (1907–1964).
Als Pädagoge arbeitete Eichhorn an der Entwicklung von Lehrbüchern für Mathematik und Astronomie mit. Er beschäftigte sich intensiv mit dem Leben des Astronomen Ernst Wilhelm Leberecht Tempel. Dazu veröffentlichte er mehrere Artikel in Zeitschriften und verfasste ein Hörspiel für den Schulrundfunk.

## Publikationen (Auswahl)
- Forschen und Schauen Band 15/16: Blick auf zu den Sternen. Sächsischer Pestalozzi-Verein, Dresden 1928, DNB 579715191
- Laderhosn und Pelzweste: Gereimtes und Ungereimtes in Oberlausitzer Mundart. Bastei-Verlag, Dresden 1938, DNB 579715205
- Ernst Wilhelm Leberecht Tempel – Eine Würdigung des Oberlausitzer Bauernsohnes als Astronom. in: Natura Lusatica, Heft 5/1961, S. 92.
- Ernst Wilhelm Leberecht Tempel – Ein Leben vom Hirtenjungen zum Kometen- und Nebelentdecker. in: Die Sterne, 39. Jahrg. 1963, Heft 5–6, S. 113–116.
- Ernst Wilhelm Leberecht Tempel. in: Sächsische Heimatblätter Heft 4/1963, S. 336–341.
- Oallerlee aus unser Heemte – a unser Sproche. Mit Beiträgen von Emil Eichhorn, zusammengestellt von Herbert Andert. Lusatia Verlag, Bautzen 2002, ISBN 978-3-929091-90-8.